# 북동아프리카
북동 아프리카(Northeast Africa)는 아프리카의 지리 영역이다.

## 위치

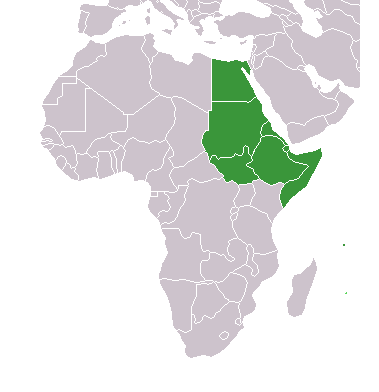
북동 아프리카 국가들.

북동 아프리카에 속하는 나라들은 다음과 같다.
- 동쪽의 북아프리카
  - 이집트
  - 수단
  - 남수단
- 북쪽의 동아프리카 (아프리카의 뿔)
  - 지부티
  - 에리트레아
  - 에티오피아
  - 소말리아

## 같이 보기
- 누비아